# Стамат Иванов
Стамат Иванов Киров е български революционер, деец на Вътрешната македоно-одринска революционна организация и синдикалист, лидер на свързаните с Българската комунистическа партия Независими работнически професионални съюзи, член на Политбюро на ЦК на БКП.

## Биография
Стамат Иванов е роден през 1896 година в село Коритен, Солунско, тогава в Османската империя, днес Ксирохори, Гърция. Като младеж влиза във ВМОРО.
След Първата световна война в 1918 година семейството му се изселва в България и се установява в Пловдив, където Иванов работи като обущар. В 1919 година влиза в БКП. От 1925 до 1928 година е секретар на Пловдивския окръжен съвет на Независимите работнически професионални съюзи, а в 1934 година е секретар на Централния им комитет. От 1931 до 1934 година е депутат в XXIII обикновено народно събрание от Работническата партия (легалното име на БКП).
След Деветнадесетомайския преврат от 1935 до 1937 година е член на Политбюро на ЦК на БКП. Арестуван е много пъти от властите и четири пъти получава присъди, по които лежи 5 години в затвора. В 1938 година заминава в СССР на лечение, но се връща в 1939 година. От 1941 до 1943 година е интерниран в лагера Кръстополе. След Деветосептемврийския преврат в 1944 година е пенсиониран.